# Arsenura guianensis
Arsenura guianensis är en fjärilsart som beskrevs av Rothschild 1907. Arsenura guianensis ingår i släktet Arsenura och familjen påfågelsspinnare. Inga underarter finns listade i Catalogue of Life.